# Tokio Satō
Tokio Satō (jap. 佐藤 常貴雄 Satō Tokio; * 3. März 1942) ist ein ehemaliger japanischer Skilangläufer.
Satō trat international erstmals bei den Nordischen Skiweltmeisterschaften 1966 in Oslo in Erscheinung. Dort belegte er den 31. Platz über 15 km, den 30. Rang über 30 km, den 20. Platz über 50 km und den 11. Platz mit der Staffel. Bei seiner einzigen Teilnahme an Olympischen Winterspielen im Februar 1968 in Grenoble kam er auf den 50. Platz über 15 km, auf den 33. Rang über 30 km, auf den 29. Platz über 50 km und zusammen mit Sotoo Okushiba, Kazuo Satō und Akiyoshi Matsuoka auf den zehnten Platz mit der Staffel. Bei den Nordischen Skiweltmeisterschaften 1970 in Štrbské Pleso lief er auf den 37. Platz über 15 km und auf den 12. Rang mit der Staffel. Bei japanischen Meisterschaften siegte er zweimal über 15 km (1964, 1967) und einmal über 50 km (1964).